# IDeepソリューションズ
iDeepソリューションズ株式会社は、かつて存在した法人向けのソリューションサービスを提供していた企業。シャープの100%子会社で東京都大田区に本社を置いていた。
100%子会社として設立されながらシャープの名を冠せず、また従業員に外国人を多く登用するなど、シャープグループの中では異色の存在であった。
2017年1月1日に、子会社のiDeepグローバルラボ株式会社を吸収合併した上で、シャープビジネスソリューション株式会社に吸収合併され解散した。

## 概要
ソリューションサービスとして、Web会議システム "TeleOffice" を販売している。

## 脚註
1. ↑  https://xtech.nikkei.com/it/article/Interview/20110117/356142/
2. ↑  シャープ、テレビ/Web 会議システムをクラウドで販売する新会社を設立（エキサイトニュース）

| スタブアイコン | サブスタブ | この項目は、まだ閲覧者の調べものの参照としては役立たない、企業に関連した書きかけの項目です。この項目を加筆・訂正などしてくださる協力者を求めています（PJ:経済）。 |